# Ptujska Cesta
Ptujska Cesta je naselje u slovenskoj Općini Gornjoj Radgoni. Ptujska Cesta se nalazi u pokrajini Štajerskoj i statističkoj regiji Pomurju. 

## Stanovništvo
Prema popisu stanovništva iz 2002. godine naselje je imalo 232 stanovnika.